# Biotoecus opercularis
Biotoecus opercularis är en fiskart som först beskrevs av Steindachner, 1875.  Biotoecus opercularis ingår i släktet Biotoecus och familjen Cichlidae. Inga underarter finns listade.

## Bildgalleri

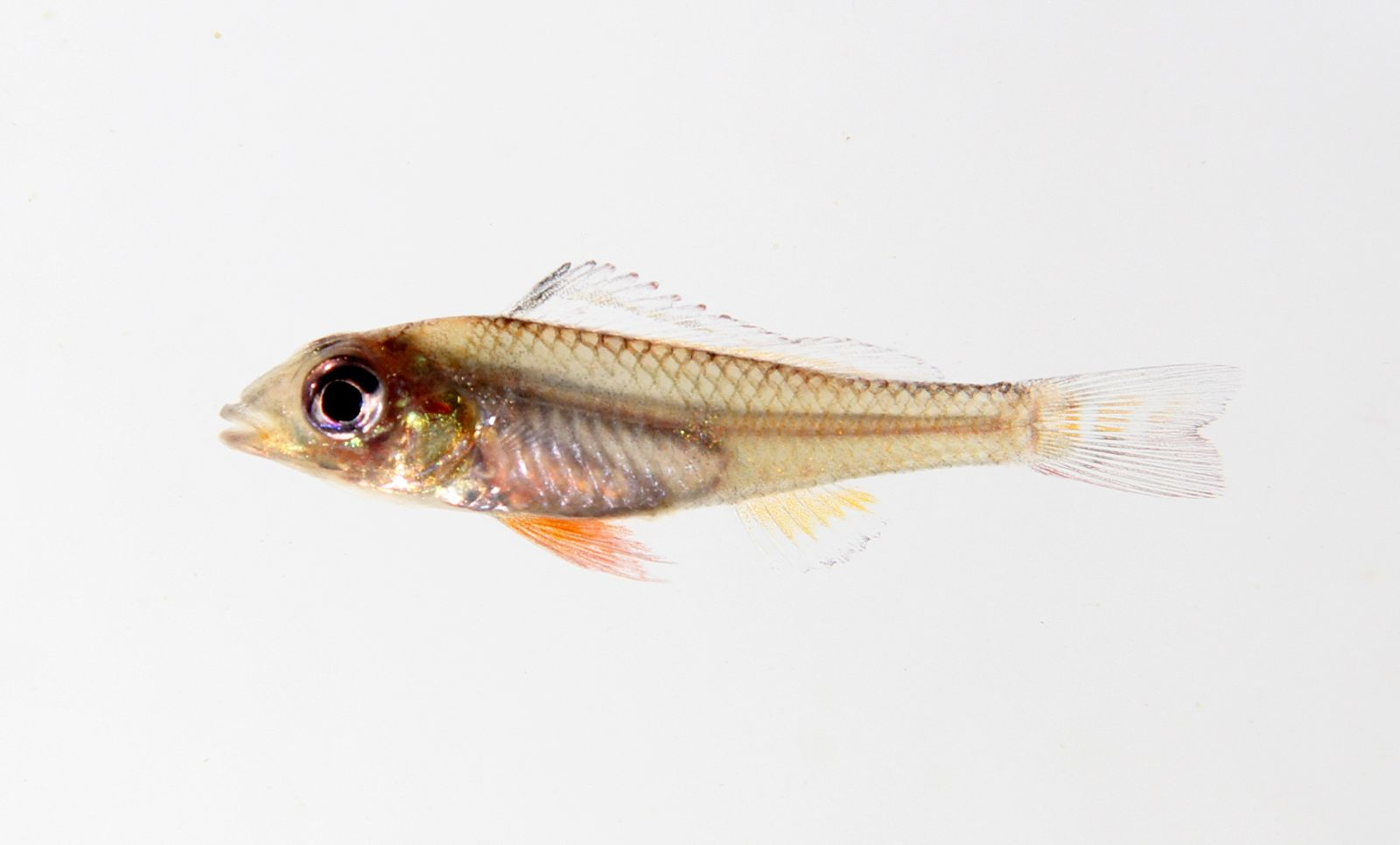